# Escadron avion 1/59 Bigorre
L'escadron avion 1/59 Bigorre était une unité de guerre électronique de l'Armée de l'air française situé sur la base aérienne 105 d'Évreux-Fauville. Il  était équipé de 4 Transall C160H Astarté, une version spéciale développée pour permettre d'assurer les communications avec les sous-marins nucléaires lanceurs d'engins (SNLE) de la Force océanique stratégique.

## Historique
Le 1er septembre 1987, l'escadron avion 00.059 « Astarté » est créé sur la base aérienne 105 d'Évreux-Fauville, il dépend du Commandement du transport aérien militaire (COTAM) mais mis à disposition du Commandement des forces aériennes stratégiques (CFAS). L'unité interarmées est composée de personnels de la Marine nationale et de l’Armée de l’air. Le fanion de l'escadron est homologué le 7 septembre 1987 sous la référence a343 et a été remis officiellement le 11 janvier 1988.
L'unité doit être équipée de C160H Astarté dont la mission est de permettre la transmission de l'ordre d'engagement nucléaire aux forces stratégiques françaises dans le cas où se ne serait pas possible par les communications normales. L'escadron est déclaré opérationnel le 21 novembre 1988. Les quatre avion sont reçus entre janvier 1988 et septembre 1989.
En septembre 1992, l'escadron devient le Groupe aérien 00.059 « Astarté », rattaché au CFAS et comprend l'escadron 01.059 « Bigorre » et une escadrille  de la Marine nationale.
Il est finalement dissous le 2 juillet 2001 après avoir accompli près de 27 000 heures de vol et 850 émissions au profit des sous-marins nucléaires lanceurs d'engins (SNLE). Sa mission a été reprise par l'escadron Syderec (Système du dernier recours).

## Mission
La mission des Astarté est de servir de station relais afin de transmettre l'ordre d'engagement nucléaire au différentes forces stratégiques dans les cas où les autres moyens normaux seraient détruits. Il permet de communiquer aussi bien avec les sous-marins nucléaires lanceurs d'engins qu'avec les missiles balistiques stratégiques du plateau d'Albion ou les Mirage IV puis Mirage 2000N des forces aériennes stratégiques via les C135 ravitailleurs. Les équipages étaient constitués de sept personnes : deux pilotes, un mécanicien navigant, un technicien radio, un treuilliste responsable de la manœuvre des antennes filaires appartenant à l'Armée de l'air ainsi que deux marins chargés du contrôle et de la transmission.
Les missions pouvaient durer de 6 à 15 h grâce au ravitaillement en vol. Elles consistaient en des orbites autour d'un point au-dessus de l'océan Atlantique ou de la mer Méditerranée. L'avion effectuait des cercles à vitesse faible, altitude et inclinaison constantes ce qui permettait à l'antenne de décrocher puis pendre sous l'avion, accroissant l'efficacité de celle-ci. En cas de besoin, notamment en fonction des conditions météorologiques, l'émission pouvait aussi être réalisée en vol rectiligne.
Ces missions étant plutôt répétitives, les équipages de l'escadron 1/59 effectuaient régulièrement des missions au sein des escadrons de transport 1/64 Béarn et 2/64 Anjou, eux aussi basés à Évreux. L'escadron se fit ensuite attribuer un C160 acquis de la postale de nuit — le F16 et le F49 — en alternance avec l'ETOM de Dakar.
L'escadron qui ne possédait que quatre appareils, à la maintenance très spécifique comptait autant de mécaniciens qu'un escadron de transport avec quinze appareils. Les mécaniciens étaient par ailleurs d'un niveau de compétence plus élevé afin d'effectuer des maintenances plus poussées. Ils avaient aussi les compétences pour entretenir le système de transmission spécifique à l'Astarté.

## Bases
Durant toute son existence, l'escadron a toujours été basé à Évreux.

## Appareils

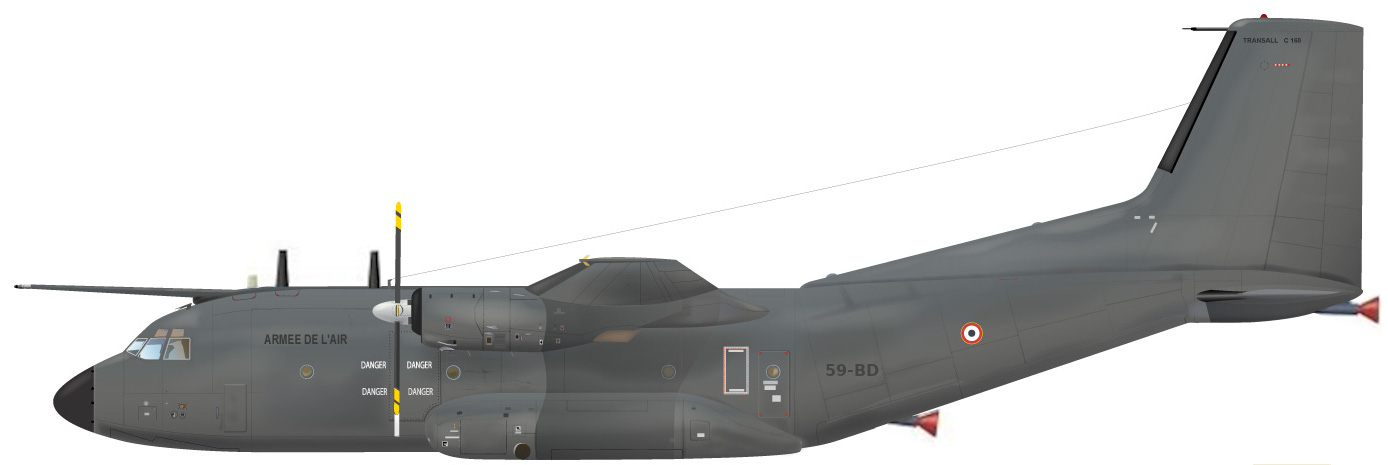
Le C160H Astarté reconnaissable aux deux grandes antennes sabres sur le fuselage et aux deux drogues rouges à l'arrière, extrémités des antennes filaires VLF.

L'escadron était équipé des 4 Transall C-160H.

## Insigne
L'insigne de l'escadron est homologué le 2 février 1987 sous la référence A1178.
Il symbolise la mission de l’unité : L'éclair représente les communications entre l'avion en vol et le globe terrestre dessous, les fleurs de lys le lieu de création de l’unité et enfin dans sa partie droite, on trouve Astarté, déesse des astres, des combats et de la fécondité.

## Sources
http://www.aviationsmilitaires.net/v2/base/view/Variant/1908.html